# Living (альбом Джуди Коллинз)
Living — второй концертный альбом американской певицы Джуди Коллинз, выпущенный в ноябре 1971 года на лейбле Elektra Records.

## Об альбоме
Песни для этого альбома были записаны во время концертного тура певицы по США в 1970 году.
Альбом состоит из песен ранее не появлявшихся на студийных альбомах. Помимо собственных песен Коллинз, в альбом вошли песни Боба Дилана, Джони Митчелл и Леонарда Коэна, а также песня, написанная в соавторстве со Стейси Кичем, с которым у Коллинз в то время был роман.
Пластинка достигла 64-го места в чарте Billboard Top LP’s.

## Список композиций
| №  | Название                          | Автор(ы)                    | Длительность |
| -- | --------------------------------- | --------------------------- | ------------ |
| 1. | «Joan of Arc»                     | Леонард Коэн                | 5:55         |
| 2. | «Four Strong Winds»               | Иэн Тайсон                  | 3:45         |
| 3. | «Vietnam Love Song»               | Эрик Бентли, Арнольд Блэк   | 3:56         |
| 4. | «Innisfree»                       | Гамильтон Кэмп, У. Б. Йейтс | 3:16         |
| 5. | «Song for Judith (Open the Door)» | Джуди Коллинз               | 4:05         |

| №  | Название                      | Автор(ы)                  | Длительность |
| -- | ----------------------------- | ------------------------- | ------------ |
| 1. | «All Things Are Quite Silent» | Джуди Коллинз             | 2:47         |
| 2. | «Easy Times»                  | Стейси Кич, Джуди Коллинз | 3:25         |
| 3. | «Chelsea Morning»             | Джони Митчелл             | 3:15         |
| 4. | «Famous Blue Raincoat»        | Леонард Коэн              | 5:34         |
| 5. | «Just Like Tom Thumb’s Blues» | Боб Дилан                 | 6:45         |

## Участники записи
- Джуди Коллинз — вокал
- Ричард Белл[англ.] — гитара, фортепиано
- Рай Кудер — гитара
- Джин Тейлор — контрабас
- Сью Эванс — ударные

## Позиции в хит-парадах
| Хит-парад (1972)              | Высшая позиция | Недель в чарте |
| ----------------------------- | -------------- | -------------- |
| США (Billboard Top LP’s)      | 64             | 13             |
| США (Cash Box Top 100 Albums) | 45             | 13             |
| США (Record World Top Albums) | 47             | 13             |